# Cabaret frappé
Pour les articles homonymes, voir Cabaret (homonymie) et Frappé (homonymie).
 (mai 2018).
Le Cabaret frappé, festival d'été gratuit de la ville de Grenoble, est une régie directe gérée par le service événementiel de la direction de la communication de la Ville de Grenoble. Le Cabaret Frappé est conjointement financé par la Ville de Grenoble, le conseil départemental de l'Isère et le conseil régional d'Auvergne-Rhône-Alpes.
Le Cabaret frappé se déroule dans le Jardin de Ville situé dans l'hyper-centre de Grenoble. Il réunit un total de 50 000 personnes par an pour chaque édition. Chaque soirée commence à 19 h par des animations et se poursuit par des concerts. Autour de la programmation musicale, diverses animations s'organisent : lectures, jeux du monde, arts de rue, sérigraphie.

## Les scènes
À partir de 2016, le festival devient gratuit, avec deux scènes accessibles à tous, toujours au Jardin de Ville : la scène locale accueille dès 19 h des groupes locaux en voie de professionnalisation, la grande scène s'anime dès 20h30 avec des artistes connus nationalement et internationalement. Quelques concerts sont enregistrés et rediffusés sur téléGrenoble Isère.
Chaque année le festival présente deux scènes au public : une scène locale, qui contribue à faire connaître les interprètes ou les groupes locaux et une grande scène pour les artistes internationaux.

## Programme des éditions

### Années 2000

#### Édition 1999/2000
Kohann, Michel Macias, Mr Orange, Dionysos, The Kara OK, Joyeux Ubrain, Kabul Workshop, Duo Dubalcon, Norbert Pignol, Wig a Wag, Paco, Ekova, Fred Radix, Prohom, Zenzile, Les 3 Tess, Teofilo, Chantre, Malpolis, Julien Lourau, Les Tartignolles, Les Garçons d'honneur, Intik, Fatche d'Eux, Dupain, Candy Kane, Jean-Jacques Nyssen, Java, Loulou Djine, J-Pex, Venus...

#### Édition 2001
Brooklyn Funk Essentials, Djoloff, Régis Gizavo, Daniel Hélin, Topor D'attache, Jacky Terrasson, Life is not a picnic, Fanfare Ciocarlia, Omar Sosa, Françoiz Breut, The Garçon, Ginkgo, Wally, Helena, Nestor is Bianca, Sharko, Fabulous Trobadors, Arthur H...

#### Édition 2002
Jacky Star, Joseph Arthur, Yaka, Abdel Gadir Salim & le Khartum All Stars, Robots in Disguise, Patrick Müller Escape feat Nya, DJ Mehdi, Robots in Disguise, Aroah, Laetitia Sheriff, Red, Jull, Elliot Humberto Kavee, Lila Dows, Man, Trio Cassiopée, Sons of the Desert, Mono Blanco, Femi Kuti & the positive Force, Jean-Philippe Bruttmann, Anne Fontana, Roudoudou Magic Combo, Avril, Néry, Soupe Sound System, UHT, Janice Derosa, Dominique A, Susheela Raman...

#### Édition 2003
Thomas Belhom, Keren Ann, Bembeya Jazz, Ganga, Hasna El Bacharia, François Thollet et les Velours, An Pierlé, Alexandre Varlet, Magnolia in Bloom, Bikini Machine, Berg sans Nipple, Marc Ribot, Stanley Beckford, Lili, Les Hurleurs, Kathryn Williams, Homelife, Bed, Rubin Steiner, Margo, Josephine, Micro:mega, Zygoma, Hanin Elias, Rodolphe Burger, Meteor Band, Pianocelocoktail, TTC, Hexstatic...

#### Édition 2004
Khalid K, Olli & the Bollywood Orchestra, Melk, O'Djilla, Compagnie Mandarine, Fanfarnaüm, Think of One, Anis, Loïc Lantoine, Barbarins Fourchus, Rhésus, Etyl, Frigo, Les Caméléons, Julien Jacob, Boubacar Traoré, Syd Matters, T, Minor Majority, Ridan, Electric Gypsyland, Fred, Euxysème, Troublemakers, Collectif CH2+La Fabrication Artizacale, Urban Drum'n'Bass, Mr Aul+La Guilde, Pierre Bastien, Duo Serenata, Jim Murple Memorial, Prajna Ben, La Tropa, Souad Massi, DJ Yves Thibord, Les Clones...

#### Édition 2005
Dôeï, Sayag Jazz Machine, La Blanche, Franck Monnet, Fred Poulet, Ecstatic Frog, Piers Faccini, Orly Chap, Raul Paz, Clogs meet Man, Las Ondas Marteles, Samarabalouf, Little Barrie, Zut, La Vach', Lura, Elevate Newton's Theory, Mr Lab, Rinoçerôse, Sarazvati, Mig, Tiharéa, Bauchklang, Wagner Pa, Daby Touré, Ba Cissoko, C'est gentil chez vous, Alain Klinger, Florent Marchet, Originalmolokproduct, Olaf Hund, Nicolas Repac, Antonio Placer, Vibrion, K-OS, DJ Jah Bass...

#### Édition 2006
The Jamaica All Stars, The Wailers, René Lacaille, Les Mahotella Queens, Valiumvalse, Mansfield Tya, Da Silva, Steve Waring, Les Doigts de l'Homme, Keith B Brown, Apple Jelly, Troy Von Balthazar, Merz, David Walters, Bonga, Dobacaracol, Bumcello, Yoanna, Greg Gilg, Philippe Katerine, Soul Vaccination, Antibalas, Firecrackers, Teitur, The Infadels, Duel, Lima Djari, SZ/Fluid Image, Wax Tailor, Loo&Placido ...

#### Édition 2007
Sergent Garcia, Riké, Dobet Gnahoré, Cirkus feat Neneh Cherry, Bouskidou, Balbino Medellin, Melingo, Last Minutes, Nicole Willis, Ours, Kekele, Al Foul, French Cowboy, Seb Martel, Alabrune, Rien, Herman Düne, Alexandre Kinn, Tobias Froberg, Ane Brun, No Water Please, Mardi Gras Brass Band, La Hurlante, Bela, The John Venture, Siméo, Antiquarks, Gnawa Diffusion ...

#### Édition 2008
Morcheeba, Lightspeed, Champion, Mango Gadzi, Barbatuques, Carmen Maria Vega, Pascal Mathieu, Daphné, Poni Hoax, Trompe le Monde, The Heavy, Coming Soon, Tunng, Cocoon, Son of Dave, Zita Swoon, Mod X, Coldcut, Eténèsh Wassié et Le Tigre (des platanes), Kalakuta Orchestra, Bibi Tanga, Seun Kuti, Farfadas, Dialect, Beat Assaillant, Ben Ricour, Soha, Ben Mazué, Djemdi, Max Roméo...

#### Édition 2009
Tahiti 80, Emzel Café, Super Rail Band of Bamaoko, Baobal, Naosol & the Waxx Blend, Fairchild, Grace, Syrano, You & You, Jil Is Lucky, Clare & the Reasons, Hell's Kitchen, Hugh Coltman, Joseph Arthur & the Lonely Astronauts, Ghosttown, DJ Cam, Jazz Liberatorz, Padam, Mots Paumés, Caravan Palace, Lyre le Temps, Congopunq, Konono n°1, Natty, Krystle Warren, Anthony Joseph & the Spasm Band, NMB Brass Band ...

### Années 2010

#### Édition 2010
Gizelle Smith & the Link Quartet, Little Big Djü, Gagbé Brass Band, Poly-rythmo de Cotonou, Elephanz, General Elektriks, Séville 82, 340 ML, Systema Solar, Novalima, Kouyaté & Neerman, Miss White and the Drunken Piano, Zozophonic Orchestra, Joseph Leon, Okou, In the Club, Peau, Lilly Wood and the Prick, Narrow Terence, Urbanswing Soundsystem, Molecule feat Leeroy, Féfé, 40 batteurs, Moutain Men, Jesse Dee, Ben l'Oncle Soul, Pacovolume, Lull, Revolver, Under Kontrol, Chapelier Fou, Oof, DJ Tagada ...

#### Édition 2011
CocoRosie, Alice Russell, Imany, King Charles, Chris Bailey & H-Burns, The Boxer Rebellion, Birdpen, Lokua Kanza, Jaqee, Push up !, The Buttshakers, Djazia Satour, Towerbrown, Le Prince Miiaou, Jim Yamouridis, Sly & the Gayz, The 1234, HK & Les Saltimbanks, Stranded Horse, Hoquets, Loudmila, HaiZi BeiZi, Milanga, Saturnes, Monkey Theorem, Leonid ...

#### Édition 2012

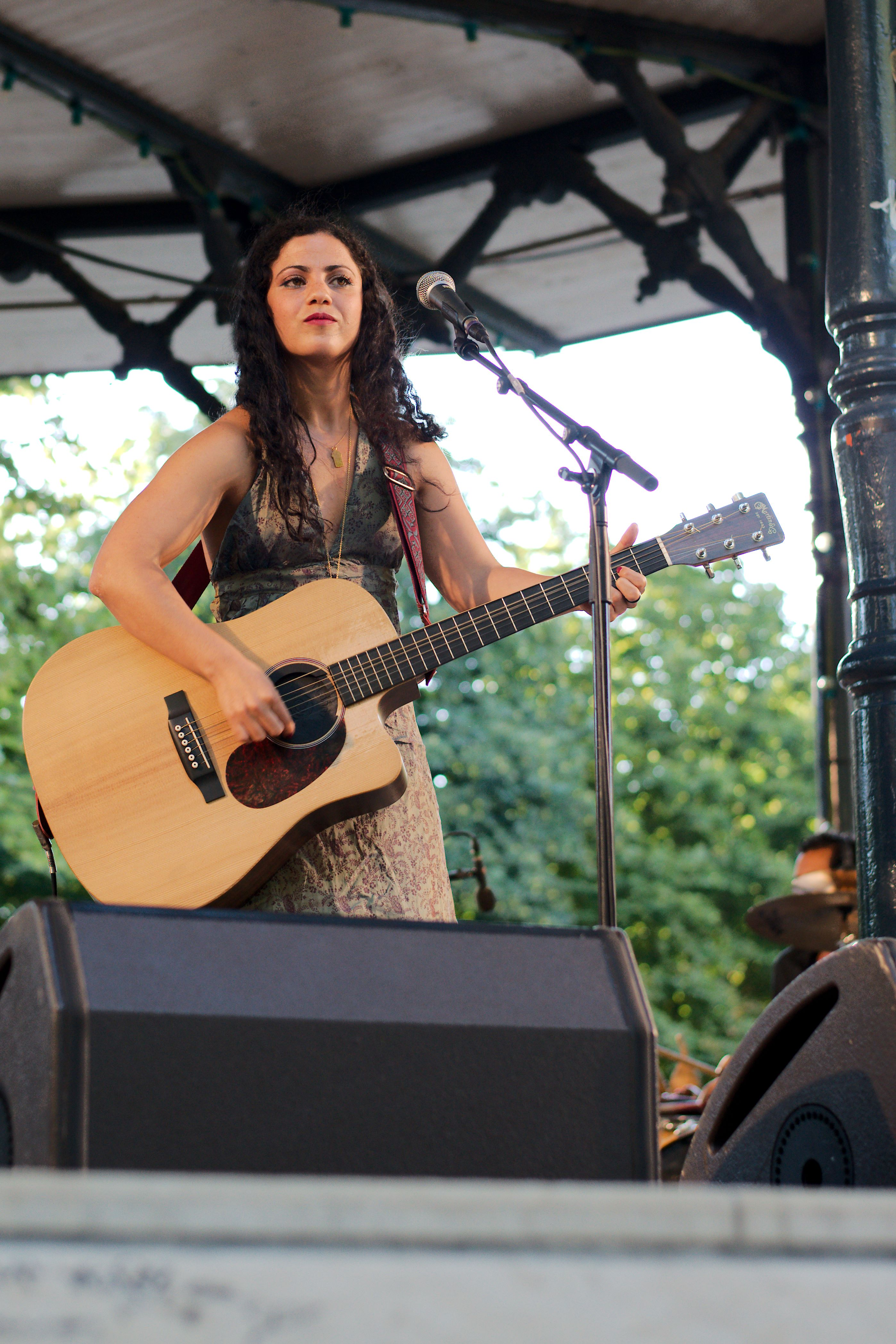
Emel Mathlouthi invitée à l'édition 2012.

IAM, Housse de Racket, Sandra Nkaké, Tom Fire, Emel Mathlouthi,Tony Allen's Black series feat Amp Fiddler, Shaolin Temple Defenders, Modern Folks, The Excitements,  Irma, Miss White and the drunken piano, Mina Tindle, The Dynamics, Reggae Legends : The Mighty Diamonds, Pablo Moses, Dennis Alcapone Feat. Winston Reedy, Theo Hakola, Rover, Ewert and the two dragons, Kim Gordon et Ikue Mori, Pad Brapad, The Shoes, Nasser, La Fine équipe.

#### Édition 2013
U-ROY, The Herbaliser, Cody Chesnutt, Fauve, Rodolphe Burger, Heymoonshaker, Winston McAnuff & Fixi, Contratakerz, Get well soon, Mineral, Dark Dark Dark, F.M., Just a band, Riff Cohen,Théordore, Paul & Gabriel, DJ N'Roll, DJ Shoup, DJ Pup's, Catfish, Lescop, Pan, Mélissa Laveaux, Big Ukulele Syndicate, Saturnes, Little Tune & Matt Tracker, LMZG - Lamuzgueule, Gandul, Le Petit K L'Son, Mademoiselle Rose...

#### Édition 2014
TRICKY, Frànçois & The Atlas Mountains, Ky-Mani Marley, Moriarty & Christine Salem, Meta & the Cornerstones, Cascadeur, As Animals, Lou Marco, Joe Bel, Natas Loves You, St-Lô, They call me Rico, Maya Kamaty, Sena Dagadu, Stracho Temelkovski, Léonid, Nicolas Vitas, BeO, Kespar & Linkrust, Piero Quintana... 

#### Édition 2015
Le groupe Blond Neil Young effectue le concert de pré-ouverture du festival à la Bastille. Lakay, I am un chien !!, Oxia, DJ Pone, Marian Badoï Trio, Sallie Ford, Bikini Machine, Meridian Brothers, Kajeem, Vieux Farka Touré, Baden Baden, Neeskens, Shake Shake Go, Nova Heart, Acid Arab, WhoMadeWho, Pungle Lions, Sax Machine, Ayọ, Singe Chromés, H-Burns.

#### Édition 2016
Mickey 3D est l'unique tête d'affiche de l'édition 2016. 
Les autres artistes invités lors de cette édition sont : Joon Moon, Dom la Nena (chanteuse brésilienne), Captain Kid, Monkey Theorem, A-Wa, Les yeux d'la tête, Nadj, Koudlam, Theo Lawrence and the Hearts, African Salsa Orchestra, JP Manova, Kadebostany, Brisa Roché, Quintana, La Cuisinière, Merry Diane, Kespar & Linkrust, Maya Kutsi, Eyo'Nlé Brass Band, Nikitch, Ethnies Bassari et Dialonké, Midnight Bloom et Balaphonics.

#### Édition 2017
Après le succès de l'édition 2016 dont l'accès est totalement gratuit, la ville de Grenoble renouvelle la formule à l'identique. 
Pour sa 19e édition qui a lieu du 15 au 20 juillet 2017, les scènes accueillent de nombreux artistes Hindi Zahra & Fatoumata Diawara, Orange Blossom, Nouvelle Vague, Säman, Zic Zazou, Quai d'Orsay, Stone Cavalli, Balani Sound System, Part-Time Friends, Olivier Depardon, Aufgang, Jacques, Raul Midon, Touzdec, N'Canto, Spacesheep, Cosmic Clap, Arapaïma, The nexte Tape, Nikitch, Molécule, Mr Cardboard, Marta Ren & The groovevets, Lucille Crew

#### Édition 2018
Pour sa 20e édition qui a lieu du 16 au 21 juillet 2018, le Cabaret frappé propose des artistes aux horizons musicaux différents : Poupard, Pelouse, Altın Gün, Cabadzi, Deyosan, Arash Sarkechik, Gnawa Diffusion, La marine, Kazy Lambist, Clément Bazin, KOKOKO!, Y.Blues + Barefoot Iano, Gunwood, H-Burns, Mom's I'd like to surf, Flèche Love, Sandra Nkaké, Cease'n'Seckle, Roots Bakers, Mélissa Laveaux, Seun Kuti & Egypt 80.

#### Édition 2019

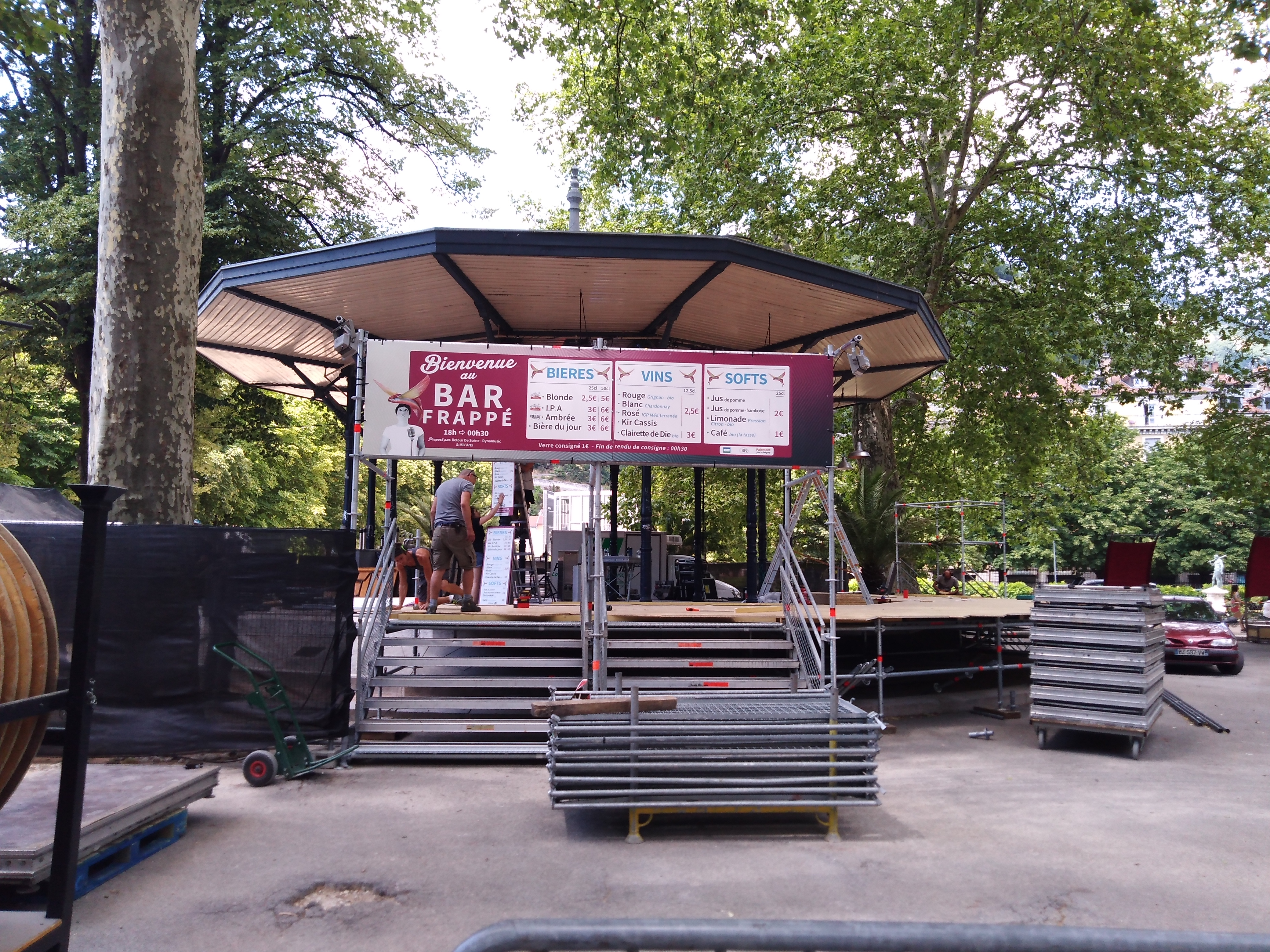
Le bar frappé lors de l'édition 2019

Pour sa 21e édition, le festival se déroule du 15 juillet au 20 juillet 2019. La première journée débute avec le duo Aora Paradox, puis Camélia Jordana, suivie par Neneh Cherry. Le 16 juillet, c'est le tour du groupe électro Cheercake, puis les artistes canadiens Hubert Lenoir et Charlotte Cardin.
Le 17 juillet, commence avec le chanteur Voyou, avec ensuite le beat boxeur Saro, et le groupe palestinien 47Soul. le 18 juillet, c'est le tour de la chanteuse Okome, de Blu Samu (hip-hop), Mayra Andrade du Cap-Vert et enfin, les percussions du groupe Muthoni Drummer Queen.
le 19 juillet, c'est le tour du groupe western Holy Bones, suivi de Puts Marie et le groupe I Me Mine.  Picky Banshees, Nomadic Massive (hip-hop) et le groupe de funk-soul-electo O'Sister fermeront l'édition le 20 juillet .

### Années 2020

#### Édition 2020
Annulée (Covid-19)

#### Édition 2021
Cabaret Frappé Autrement, édition organisée à l'anneau de vitesse en jauge limitée.
Vendredi 16 juillet : Josephjoseph, Efrasis, Bonnie Banane, Chilla | Samedi 17 juillet : Blys, Lucie Antunes, James BKS | Dimmanche 18 juillet : Sunshine In Ohio, Karimouche, Massilia Sound System | Lundi 19 juillet : Julie Bally, Silly Boy Blue, Catastrophe | Mardi 20 juillet : Maya Kutsi, Djazia Satour, Benin International Musique